# Magdalena de Jülich-Cléveris-Berg

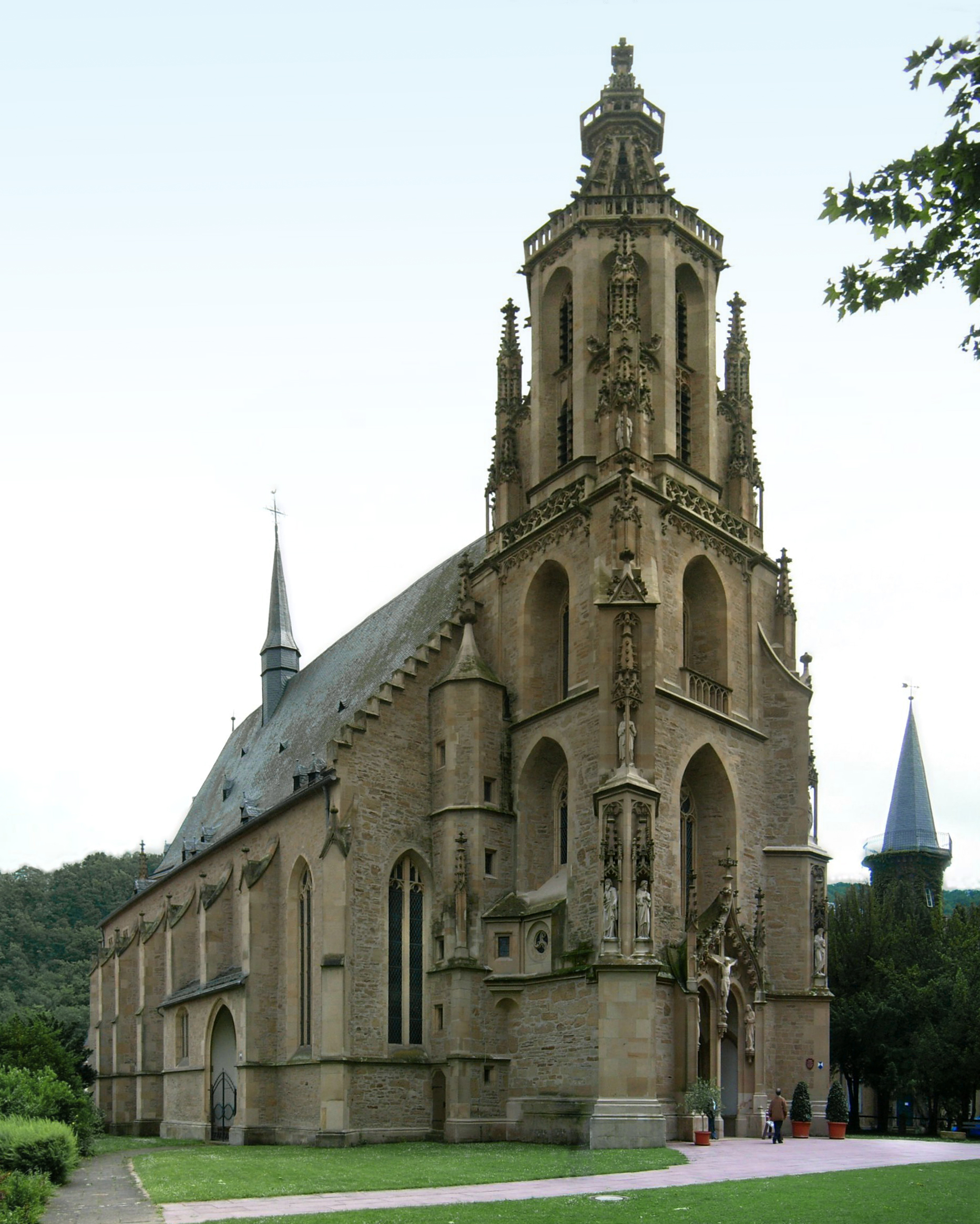
El lugar de enterramiento de Magdalena, la Iglesia del castillo de Meisenheim.

Magdalena de Jülich-Cléveris-Berg (Cléveris, 2 de noviembre de 1553-Meisenheim, 30 de agosto de 1633) fue una noble alemana.

## Vida
Fue hija del duque Guillermo V el Rico de Jülich-Cléveris-Berg y de la archiduquesa austriaca María de Habsburgo, hija del emperador Fernando I y Ana Jagellón de Hungría y Bohemia, hija del rey Vladislao II de Hungría.

### Matrimonio e hijos
Se casó en 1579 con el conde palatino y duque Juan I del Palatinado-Zweibrücken. De esta unión nacieron:
1. Luis Guillermo (28 de noviembre de 1580 - 26 de marzo de 1581).
2. María Isabel (7 de noviembre de 1581 - 18 de agosto de 1637); casada en 1601 con el conde palatino Jorge-Gustavo del Palatinado-Veldenz (1592-1634).
3. Ana Magdalena, nacida y fallecida en 1583.
4. Juan (26 de marzo de 1584 - 9 de agosto de 1635), sucesor de su padre y casado en primeras nupcias con Catalina de Rohan (1578-1607) y en segundas nupcias con la condesa palatina Luisa Juliana (1594-1640).
5. Federico Casimiro (10 de junio de 1585 - 30 de septiembre de 1645), conde del Palatinado-Zweibrücken-Landsberg y casado con Emilia Segunda Antuerpiense de Orange-Nassau, hija del estatúder Guillermo I.
6. Juan Casimiro (20 de abril de 1589 - 18 de junio de 1652), conde del Palatinado-Zweibrücken-Kleeburg y casado con la princesa Catalina Vasa de Suecia, hija de Carlos IX y media hermana de Gustavo II Adolfo. Fue el padre de Carlos X Gustavo de Suecia.
7. Amalia Jacoba Enriqueta (26 de septiembre de 1592 - 18 de mayo de 1655), casada en 1638 con el Condé Jacobo Francisco de Pestacalda.
8. Isabel Dorotea, murió joven en 1593.
9. Ana Katharina, nacida y fallecida en 1597.

## Fallecimiento
Al morir, fue enterrada en la Iglesia Reformada de Meisenheim.